# Zielona granica
Zielona granica (Engels: Green Border) is een Pools-Tsjechisch-Frans-Belgische film uit 2023, geregisseerd en mede geschreven en geproduceerd door Agnieszka Holland.

## Verhaal
In de verraderlijke en moerassige bossen die de zogenaamde 'groene grens' tussen Wit-Rusland en Polen vormen, komen vluchtelingen uit het Midden-Oosten en Afrika die de Europese Unie proberen te bereiken terecht in een geopolitieke crisis veroorzaakt door de Wit-Russische president Aleksandr Loekasjenko. In een poging Europa te provoceren worden vluchtelingen naar de grens gelokt door middel van propaganda die een gemakkelijke doorgang naar de EU belooft. 

## Rolverdeling
| Acteur           | Personage |
| ---------------- | --------- |
| Jalal Altawil    | Bashir    |
| Maja Ostaszewska | Julia     |
| Tomasz Włosok    | Jan       |

## Productie
Zielona granica is een coproductie tussen Polen, Tsjechië, Frankrijk en België. De film werd geproduceerd door Marcin Wierzchosławski (Metro Films), Fred Bernstein (Astute Films) en Agnieszka Holland. Het werd gecoproduceerd door Blick Productions, Marlene Film Production en Beluga Tree. De film wordt ondersteund door Eurimages, het Tsjechische Filmfonds, het Centre national du cinéma et de l'image animée (CNC), Sofica La Banque Postale Image 17, het Centre du Cinema et de L'Audiovisuel de la Federation Wallonie Bruxelles, CANAL+ Polen, Česká televize en ZDF/ARTE.

### Release en ontvangst
Zielona granica ging op 5 september 2023 in première in de officiële competitie van het Filmfestival van Venetië waar hij verscheidene prijzen in de wacht sleepte, waaronder de Speciale Juryprijs. De film kreeg overwegend positieve kritieken van de filmcritici, met een score van 86% op Rotten Tomatoes, gebaseerd op 14 beoordelingen.

### Reactie van de Poolse regering
Voorafgaand aan de première in Venetië veroordeelde de Poolse minister van Justitie Zbigniew Ziobro de film en schreef: "In het Derde Rijk produceerden de Duitsers propagandafilms waarin Polen als bandieten en moordenaars werden getoond. Tegenwoordig hebben ze daarvoor Agnieszka Holland." In een interview met Radio Maryja veroordeelde Ziobro Holland verder omdat het zichzelf onderdeel heeft gemaakt van de Russische propaganda en desinformatie en "een film voorbereidt die het beeld vervormt en Polen vanuit de slechtste hoek laat zien." Minister van Binnenlandse Zaken Mariusz Kamiński bestempelde de film als een "brute aanval op Poolse geüniformeerde officieren die niet alleen Polen maar ook Europa verdedigen" en als "bewust onze emoties manipuleren". Holland reageerde door te zeggen dat de regering bang is voor de weergave van de crisis in haar film. Ze noemde de opmerkingen van Ziobro laster en kondigde aan dat ze hiervoor juridische stappen zou ondernemen en ook wegens haatzaaien.

## Prijzen en nominaties
De belangrijkste:
| Jaar | Prijs                    | Categorie                                              | Genomineerde(n)                                                 | Uitslag     |
| ---- | ------------------------ | ------------------------------------------------------ | --------------------------------------------------------------- | ----------- |
| 2023 | 36e Europese Filmprijzen | Beste film                                             | Agnieszka Holland                                               | Genomineerd |
| 2023 | 36e Europese Filmprijzen | Beste regie                                            | Agnieszka Holland                                               | Genomineerd |
| 2023 | 36e Europese Filmprijzen | Beste sceanrio                                         | Agnieszka Holland, Gabriela Łazarkiewicz-Sieczko & Maciej Pisuk | Genomineerd |
| 2023 | Filmfestival van Venetië | Gouden Leeuw                                           | Agnieszka Holland                                               | Genomineerd |
| 2023 | Filmfestival van Venetië | Speciale Juryprijs                                     | Agnieszka Holland                                               | Gewonnen    |
| 2023 | Filmfestival van Venetië | ARCA CinemaGiovani Award - Best Film of Venezia 80     | Agnieszka Holland                                               | Gewonnen    |
| 2023 | Filmfestival van Venetië | Premio CinemaSarà                                      | Agnieszka Holland                                               | Gewonnen    |
| 2023 | Filmfestival van Venetië | Green Drop Award                                       | Agnieszka Holland                                               | Gewonnen    |
| 2023 | Filmfestival van Venetië | Leoncino d'Oro Award - Cinema for UNICEF               | Agnieszka Holland                                               | Gewonnen    |
| 2023 | Filmfestival van Venetië | Sorriso Diverso Venezia Award - Best buitenlandse film | Agnieszka Holland                                               | Gewonnen    |
| 2023 | Filmfestival van Venetië | UNIMED Award - Prijs voor culturele diversiteit        | Agnieszka Holland                                               | Gewonnen    |